# Episodi di Élite (ottava stagione)

L'ottava e ultima stagione della serie televisiva Élite, composta da 8 episodi, è stata interamente pubblicata dal servizio on demand Netflix il 26 luglio 2024.
| nº | Titolo originale | Titolo italiano     | Pubblicazione  |
| -- | ---------------- | ------------------- | -------------- |
| 1  | Alumni           | Alumni              | 26 luglio 2024 |
| 2  | Al extremo       | Fino al limite      | 26 luglio 2024 |
| 3  | Combustión       | Combustione         | 26 luglio 2024 |
| 4  | No soy de nadie  | Non sono di nessuno | 26 luglio 2024 |
| 5  | La última noche  | L'ultima notte      | 26 luglio 2024 |
| 6  | Culpable         | Colpevole           | 26 luglio 2024 |
| 7  | Como hermanos    | Come fratelli       | 26 luglio 2024 |
| 8  | Fin de curso     | Fine delle lezioni  | 26 luglio 2024 |

## Alumni
- Titolo originale: Alumni

### Trama
Passato. A Las Encinas viene presentata  Alumni, l'associazione degli ex studenti della scuola in cui si può accedere solamente se scelti da un membro. I presidenti di Alumni sono i fratelli Hector ed Emilia Krawietz, appartenenti ad una delle famiglie più ricche e in vista della Spagna, prosperata sotto la dittatura franchista. Hector si invaghisce di Joel e vorrebbe farlo entrare in Alumni, nonostante l'associazione non abbia mai accettato gli studenti borsisti perché non appartenenti all'élite del Paese. Omar torna a vivere nel suo appartamento, aiutato in questo passo da Nadia che è a casa in vacanza per qualche giorno. Quando scopre che Joel sta continuando a viverci a sbafo, Omar non mostra alcuna clemenza e pretende che se ne vada immediatamente, pur se non ha sistemazioni alternative. Carmen e Chloe sono tampinate dalla polizia nelle indagini sulla morte di Raúl; mentre Carmen vorrebbe scappare, Chloe non intende muoversi da una città in cui si è ormai ambientata. Dalmar riceve la lettera del governo spagnolo in cui gli viene ingiunto di lasciare il Paese; tuttavia, essendo testimone di un omicidio, potrebbe avere la possibilità di restare se collaborasse con la polizia, avendo conservato il filmato di Carmen affacciata dopo la caduta di Raúl.
Emilia deve scegliere chi far entrare in Alumni tra Isadora e Chloe. Isadora è nettamente favorita, avendo proposto a Emilia una partnership tra l'associazione e la Isadora House. In realtà, Isadora ha appena saputo dalla madre Roberta che la famiglia versa in una situazione economica complicata, tanto da essere stata invitata a vendere la Isadora House perché in perdita. Isadora è testardamente convinta di poter risollevare le sorti del locale, sfruttando soprattutto i benefici derivanti dall'accordo con Alumni e il suo altolocato network di conoscenze. Appena assunto da Isadora, Omar si accorge subito che le finanze della Isadora House sono in perdita e le consiglia di stare attenta a fare il passo più lungo della gamba. Venuta a sapere da Sonia che la famiglia di Isadora è al verde, Chloe entra in possesso del prospetto finanziario della Isadora House e lo fa avere ad Emilia, la quale si vede costretta a scegliere lei e non Isadora per l'ingresso in Alumni. Senza un posto dove andare, Joel si sistema nella sede di Alumni, contando sul beneplacito di Hector che si mostra sempre più attratto da lui, anche se in maniera un po' troppo morbosa. Iván torna a Las Encinas nella speranza di riprendere la relazione con Joel, ma quest'ultimo è invaghito di Hector e gli chiede di farlo entrare in Alumni.
Presente. In un bosco gli studenti dell'ultimo anno di Las Encinas stanno festeggiando la fine della scuola. Due ragazze si allontanano dalla ressa di corpi danzanti perché una delle due sta poco bene, vomitando una sostanza rosa. L'altra urla quando scorge nell'erba il cadavere di un ragazzo; riverso a terra giace il corpo insanguinato di Joel. La polizia procede a due arresti, Iván e Dalmar, fatti salire a bordo di due volanti.

## Fino al limite
- Titolo originale: Al extremo

### Trama
Passato. Hector ed Emilia stanno escogitando delle prove per verificare se Joel e Chloe siano effettivamente degni di entrare in Alumni. Hector vive con fastidio l'entrata in scena di Iván, augurandosi che tra lui e Joel non scatti un ritorno di fiamma. Vedendo la madre agitata e vicina a una crisi di nervi, Chloe rinsalda i rapporti con Carmen per farle capire che soltanto unite possono superare questo momento. Al contrario, Eric vive con fastidio la volontà della ragazza di entrare in Alumni, reputandola una setta che finirà per allontanarli. Alla vigilia del ritorno a New York, Nadia è preoccupata perché il lavoro alle dipendenze di Isadora sta stressando Omar. In barba alle finanze, Isadora vuole allestire un dj set molto costoso per offrire qualcosa di nuovo agli utenti. La conversazione tra Isadora e Omar è ascoltata da Luis, il quale sta tampinando la ragazza perché vorrebbe mantenere i contatti con lei. Nico e Sara si avvicinano dopo che lui l'ha aiutata a tornare nella vecchia casa in cui abitava con Raúl. Le prove per i candidati all'ingresso in Alumni hanno inizio. Hector ordina a Joel di riprendere di nascosto le ragazze mentre fanno la doccia. Emilia sostituisce le pillole di Eric, causandogli un attacco di ansia, in modo da testare la solidità del suo legame con Chloe.
Virginia minaccia di espellere Joel, ma Hector sfrutta l'ascendente della sua famiglia sulla preside per impedirglielo, dopodiché costringe Joel a mostrargli il video per eccitarsi. Joel spiega a Dalmar che vorrebbe tornare con Iván, ma prima desidera ottenere l'autosufficienza economica. Iván paga Isadora per liberare Joel dal lavoro, affinché possa passare la serata con lui, con il risultato però di far arrabbiare Joel che finisce per sentirsi la sua prostituta. Eric si presenta alla Isadora House come se niente fosse successo e Nico se la prende con Chloe, accusandola di non pensare alla sua salute. Chloe lascia un messaggio a Eric in cui lo lascia, poiché è la condizione che Emilia le aveva posto per entrare in Alumni. Sonia accompagna Dalmar in commissariato per il furto della bicicletta, ma il ragazzo non può presentare i documenti. Luis si introduce nella Isadora House con un uomo che manomette la struttura, così da causare un incidente e poter chiedere a Isadora delle autorizzazioni che non possiede. Per evitare conseguenze legali, Isadora è costretta ad accettare la presenza di Luis nella sua vita. Dalmar si mette in contatto con Carmen, inviandole il filmato della caduta di Raúl. Joel si concede completamente a Hector, pronto ad accettare qualsiasi cosa pur di entrare in Alumni.
Presente. Hector si risveglia nel letto di casa sua, toccando una pozza di sangue sul tappeto in cui è riverso il cadavere di Joel. Emilia interviene per calmare il fratello ed escogitare una soluzione.

## Combustione
- Titolo originale: Combustión

### Trama
Passato. Alumni celebra l'ingresso dei nuovi membri, compresi Joel e Chloe. Quando scopre che la quota mensile degli iscritti è piuttosto alta, Joel si spaventa perché con il suo lavoro di cameriere alla Isadora House non è in grado di sostenere la spesa, ma allo stesso tempo non vuole dipendere anche da Hector visto che Iván gli paga la retta di Las Encinas. Dalmar obbliga Carmen a farsi lasciare un borsone di soldi in un locker usato dalla società di consegne per cui lavora. Appostatasi all'esterno, Carmen scopre l'identità del ricattatore e lo segue fino al suo appartamento, obbligandolo a restituirle i soldi. Grazie a Luis, Isadora ottiene una visita in carcere al padre che le ordina di vendere Isadora House al loro creditore Cibrán, così da avere i soldi con cui pagare la cauzione e fuggire in Argentina. Isadora non vuole rinunciare alla sua creatura, ma nessuna banca le sta più concedendo prestiti. Omar le suggerisce di rivolgersi a Iván, il quale vuole entrare in società ed essere il primo a cui restituirà i soldi se il locale tornerà in auge. Omar consiglia a Joel di abbandonare la Alumni, una setta di estrema destra dalla quale anche sua sorella Nadia lo ha messo in guardia.
Rifiutata la proposta d'affari di Iván, Isadora viene costretta da Roberta a obbedire al padre e mettersi in contatto con Cibrán, da cui perviene un'offerta per la Isadora House giudicata troppo bassa. Andata nel bagno dei maschi a sniffare droga, Isadora sente Joel e Nico parlare di una gara di auto in cui vengono messi in palio soldi della Alumni. Tra i partecipanti ci sono Hector, desideroso di vincere il denaro con cui pagare l'iscrizione a Joel, e Isadora, cui i soldi fanno ovviamente gola per la Isadora House. Isadora resta impantanata nell'erba e Iván si precipita da lei, arrabbiandosi con Joel per averla fatta partecipare. Hector vuole che Joel salga a bordo con lui, ma viene colpito dalla fiancata di un'altra vettura in arrivo sul rettilineo e rimedia qualche lieve contusione. La vincitrice della corsa è Emilia e adesso Isadora, che aveva messo sul piatto la metà delle quote della Isadora House, deve cederla a lei. Iván si mette in mezzo, presentandosi come il nuovo proprietario del locale, acquistato giusto il giorno prima, così da impedire a Isadora di venderlo a Emilia. Andate in carcere a incontrare il padre, Isadora e la madre scoprono che l'uomo è stato ucciso in un agguato. Roberta dà la colpa a Isadora, minandone il già fragile equilibrio psicologico.
Presente. Isadora inveisce contro Joel per qualcosa che le sta facendo e di cui, dice, si pentirà. Joel ha una discussione accesa con Luis, accusandolo di volerlo imbrogliare e promettendogli che sarà lui a riuscirci.

## Non sono di nessuno
- Titolo originale: No soy de nadie

### Trama
Passato. Iván prende in carico la gestione della Isadora House, così da lasciare libera Isadora di affrontare i propri demoni interiori. Pier e Guillermina, una coppia di membri dell'Alumni, è intenzionata a erogare una generosa donazione all'associazione, a condizione che Joel accetti di essere il loro partner in un ménage à trois. Hector si oppone, non volendo condividere Joel con altri, anche se questo significa mettere a rischio la donazione. Preoccupata che l'infatuazione verso Joel stia privando il fratello della capacità di giudizio, Emilia organizza un incontro tra Joel e i donatori nella suite della Isadora House, affinché si conceda loro e faccia ottenere ad Alumni la donazione. Carmen informa Chloe del ricatto ordito da Dalmar ai suoi danni, proponendole di attaccarlo negli affetti per renderlo vulnerabile. Mentre Carmen gli fa perdere il lavoro di corriere, Chloe fotografa Sonia insieme a un ragazzo appena conosciuto alla Isadora House per incrinare la loro relazione. Per completare l'opera, Chloe si reca nell'appartamento di Dalmar e inizia a provocarlo. Nico e Sara sono sempre più intimi, ma al termine del rapporto sessuale Sara lo accusa di essersi approfittato di lei perché era strafatta.
Hector si presenta a Isadora House, pretendendo di vedere Joel. Quest'ultimo sta entrando in confidenza con Pier e Guillermina, convinto che sia stato Hector a propiziare il loro appuntamento. Saputo che si trovano nella suite, Hector entra e porta via Joel, litigando con Omar al quale rivolge un epiteto razzista. Omar fa allontanare Hector dal locale, dandogli del fascista e promettendogli che si adopererà in ogni modo per aprire gli occhi a Joel su quale persona sta frequentando. Pier e Guillermina espongono a Joel la proposta del ménage à trois, convincendolo mettendo sul piatto 2.000 € che risolverebbero il problema della quota associativa. Inoltre, i due gli fanno capire che Hector non deve pretendere di averlo tutto per sé, poiché tra le regole della Alumni c'è il principio di libertà delle scelte. Chloe diffonde un video del suo rapporto sessuale con Dalmar, provocando a Sonia un forte imbarazzo perché tutte le persone presenti nel locale la stanno fissando. Al termine della serata, Omar trova ad aspettarlo Hector ed Emilia, i quali hanno radunato un gruppo di persone per pestarlo a sangue.
Presente. Pier e Guillermina hanno introdotto Joel nel loro mondo di perdizione. Chloe ed Eric, che hanno ristabilito i rapporti, si introducono nella sede dell'Alumni per passare all'azione.

## L'ultima notte
- Titolo originale: La última noche

### Trama
Omar è in coma in ospedale e il dottore è pessimista circa una possibile ripresa, tanto da aver stabilito il suo trasferimento a Bilbao. Sentendosi in colpa per quanto accaduto, Joel regala ai genitori di Omar i soldi appena guadagnati da Pier, ma soprattutto ha un importante riavvicinamento con Iván. Per Carmen è arrivato il momento di stanare Dalmar, offrendosi di agevolare economicamente il ritorno al suo Paese di origine in cui potrà condurre una vita agiata grazie ai soldi che gli elargirà. Joel sta continuando con grande soddisfazione gli affari con Pier e Guillermina, entusiasti delle sue performance sessuali e pronti a presentarlo ad altri amici scambisti. Siccome Hector lo avrebbe preceduto, Joel rivela a Iván la fonte dei suoi lauti guadagni, finendo per segnare un nuovo intoppo nella loro relazione. Saputo da Nico che Omar sta reagendo agli stimoli, i ragazzi programmano un volo a Bilbao per andarlo a trovare, escludendo però Chloe dopo quanto successo con Sonia. Eric vorrebbe sapere da Chloe cosa l'ha spinta a comportarsi così con un'amica, ma la ragazza tace per proteggere sua madre. Isadora e Iván riaprono la Isadora House che adesso si chiama  Cruz9.
Dalmar dà appuntamento a Carmen al Cruz9, ma al suo posto si presenta Joel che pretende 250.000 € entro due giorni. Chloe capisce di aver bisogno di un alleato, così racconta cosa sta succedendo alla madre a Eric che accetta di minacciare Dalmar come faceva ai tempi in cui occupava i centri sociali. Iván e Joel si riconciliano, con quest'ultimo che promette di interrompere le orge quando avrà chiuso un'ultima e danarosa serata. Luis informa Isadora che nel suo locale hanno luogo incontri sessuali, rammentandole che presto si dovrà concedere a lui. Omar si è risvegliato, ma il primo video ricevuto sul cellulare è di Hector ed Emilia che minacciano, se dovesse denunciarli, di far perdere a Nadia lo stage alle Nazioni Unite. Alla festa degli studenti dell'ultimo anno, Isadora attacca Joel per quello che combina nel suo locale, ma poi chiede il suo aiuto per liberarla da Luis. Sara si scusa con Nico per il suo comportamento. Joel minaccia Luis di scatenargli contro la potenza di fuoco dell'Alumni. Joel porta con sé Dalmar all'orgia nella sede dell'Alumni, così da fornirgli una sicura fonte di guadagno, e gli passa una sostanza che lo aiuterà a potenziare il proprio appeal sessuale.
Chloe fa entrare Eric all'Alumni, minacciando Joel di lasciare in pace lei e Carmen. Dalmar evita che la colluttazione possa degenerare, ma se la prende con Joel quando scopre che ha preso parte al suo ricatto. Carmen si presenta alla festa degli studenti, dove trova Chloe appena tornata dall'Alumni con un taglio al labbro di cui incolpa Joel e Dalmar. Joel baratta con Hector l'interruzione degli intrallazzi sessuali con Pier e Guillermina in cambio di un'intercessione presso la ministra della Difesa per danneggiare Luis. Iván si ubriaca pesantemente dopo aver ricevuto un messaggio di Joel che gli comunica di volerlo lasciare. Quando Iván collassa a terra, Dalmar gli presta soccorso, ma qualcuno lo stordisce. Joel si sveglia dopo aver fatto sesso con Hector, prendendo il cellulare per lasciare un vocale a Iván, rendendo evidente come non fosse lui il mittente del messaggio che ha mandato in crisi il fidanzato. Mentre Joel sta parlando, qualcuno lo abbranca alle spalle, infliggendogli una coltellata letale al collo.

## Colpevole
- Titolo originale: Culpable

### Trama
Omar torna da Bilbao e trova l'appartamento vuoto. Hector entra nel panico e non ricorda nulla di quanto accaduto la notte precedente, non riuscendo a spiegare chi possa aver ucciso Joel. La polizia ha arrestato Iván e Dalmar, ma tutti i partecipanti alla festa dell'ultimo anno devono essere interrogati dalla polizia. Alla domanda degli inquirenti, Dalmar punta il dito contro Eric e Chloe. Omar racconta agli amici cosa è accaduto la notte in cui è finito in ospedale, specificando di non poter accusare esplicitamente Hector ed Emilia perché altrimenti ci andrebbe di mezzo il futuro di Nadia. Nico sospetta di Eric, avendolo visto con il coltello, costringendo il cugino a metterlo al corrente del ricatto di Joel contro Carmen. Non avendo ricordi chiari, Hector pensa di aver ucciso lui Joel perché provocato sul fatto che stavano insieme esclusivamente per i soldi. Omar si presenta alla sede dell'Alumni, dove lo riceve Emilia che gli apre gli occhi sull'attività sessuale cui si dedicavano Joel e, da ultimo, anche Dalmar. Isadora suggerisce di lanciare una campagna per scagionare Iván, essendo il sospettato con maggiori probabilità di salvarsi. Con una mossa opportunista, anche Hector ed Emilia schierano l'Alumni dalla parte di Iván, additando Dalmar quale colpevole ideale per il suo status di immigrato clandestino.
Carmen si offre di pagare la cauzione a Iván, i cui conti sono congelati perché è emerso che pagava la retta scolastica a Joel. Iván accetta l'aiuto della madre, a questo punto l'unica persona che gli è rimasta, anche se la donna si dice dubbiosa sul poter pagare anche la cauzione di Dalmar. Nico si vede costretto a dire a Sara del ricatto, compreso il video che rimanda alla morte di Raúl. Prima di andare all'Alumni, Iván e Joel avevano annunciato a Dalmar che sarebbero andati a convivere e lui li avrebbe potuti seguire. Carmen e il suo avvocato José Luis prospettano a Dalmar una condanna sicura, vista anche l'ondata di odio razziale sui social network, motivo per cui sarebbe utile che rendesse una confessione di colpevolezza, promettendogli che la sua famiglia in Africa sarà aiutata e lui riceverà la condanna più leggera possibile. Sonia ricorda che Ovi, uno studente di Las Encinas, stava riprendendo la festa con un drone e le immagini mostrano due persone provenienti dall'Alumni intente a trasportare il cadavere di Joel. Finito l'effetto dei tranquillanti, Hector accusa Emilia di aver ucciso Joel perché è sempre stata profondamente gelosa del loro amore, tanto che fu lei a indirizzarlo da Pier e Guillermina. Le immagini del drone non sortiscono alcun effetto su Luis, dato che Dalmar ha appena confessato il delitto.

## Come fratelli
- Titolo originale: Como hermanos

### Trama
Dal carcere Dalmar spiega a Omar e Sonia le ragioni che lo hanno spinto a confessare, indirizzando i loro sospetti su Hector ed Emilia. Iván e Isadora credono invece nella responsabilità di Eric e Chloe, circostanza rafforzata dalla loro irruzione all'Alumni. Mentre Nico si ostina a difendere il cugino, Sara è determinata a mettere le mani sul video. Non potendosi più permettere l'affitto dell'appartamento, Omar è costretto all'ennesimo ritorno a casa dei genitori e Nadia, vista la situazione familiare, è dubbiosa se prendere l'aereo in partenza per New York tra ventiquattr'ore. Alla fine la ragazza decide che può vivere bene anche in Spagna, motivo per cui autorizza Omar a muoversi contro Hector ed Emilia. Quest'ultima, intanto, sta cercando di ricucire con il fratello perché devono apparire al meglio per la festa di fine anno dell'Alumni. Hector però ha preso la decisione di trasferirsi all'estero, poiché sta covando un odio talmente profondo da rischiare di farle del male. Sara si allea con Iván e Isadora, puntando a mettere le mani sul cellulare di Chloe perché potrebbe esserci il video di Carmen, considerata da Sara la sospettata principale per l'omicidio di Joel. L'occasione propizia è la festa dell'Alumni che si svolgerà al Cruz9.
Omar denuncia formalmente Hector ed Emilia per il pestaggio. A sua volta Hector denuncia la sorella per l'omicidio di Joel, riscontrando l'interesse della detective incaricata delle indagini che ha intuito come Dalmar rappresenti un colpevole di comodo. Agli inquirenti Emilia racconta come lei ed Hector si sono disfati del cadavere di Joel, confermando che sono loro i due immortalati dal drone, versando una droga nel drink di Iván che è successivamente svenuto alla festa. Emilia confessa anche di essere stata lei a mandare il messaggio a Iván con il cellulare di Joel. Sara si impossessa del cellulare di Chloe, dove è presente un video della serata erotica di Joel. La stessa Chloe ed Eric, accortisi dell'inganno, raggiungono Iván e Isadora per spiegare di aver piazzato il cellulare di Chloe nella stanza di Hector. Emilia sostiene che Hector, sotto l'effetto della droga assunta per tutta la sera, avrebbe accoltellato Joel dopo che questi gli ha rinfacciato come tra loro non ci potrà mai essere amore. Hector è tratto in arresto e Omar, con malcelata soddisfazione, comunica agli inquirenti che l'uscita sul retro è inagibile, motivo per cui il suo aguzzino è costretto a uscire in manette davanti a tutti gli invitati. Improvvisamente Sara vede sul cellulare qualcosa di spaventoso.

## Fine delle lezioni
- Titolo originale: Fin de curso

### Trama
Passato. Luis si è introdotto nella stanza di Joel ed Hector, prendendo il coltello e accoltellando Joel mentre questi era di spalle e stava lasciando un messaggio vocale.
Presente. Ora che è emerso il vero colpevole dell'omicidio di Joel, il gruppo si ricompatta e cerca di escogitare il modo migliore per lanciare l'accusa contro Luis, ben sapendo di doversi muovere con circospezione perché si tratta pur sempre di un poliziotto. Chloe trasmette il filmato a Omar che si impegna a consegnarlo alla polizia entro due giorni, però il suo obiettivo è prendere due piccioni con una fava e assicurarsi che anche Hector ed Emilia paghino il giusto prezzo. Omar ricorda di aver messo in guardia Joel da Hector, avvertendolo che la cieca ambizione avrebbe potuto fargli fare la stessa fine di Samuel. Andato in carcere a trovare Hector ed Emilia, Omar offre loro il video che scagiona entrambi in cambio di una dichiarazione pubblica in cui si assumono la responsabilità del pestaggio. Carmen ribadisce a Chloe che la soluzione migliore resta quella di fuggire, soprattutto adesso che Dalmar sta per tornare libero. Siccome Dalmar è ancora dell'idea di collaborare con la polizia per la morte di Raúl, Chloe mette sul piatto il più allettante video di Luis. Quest'ultimo, intanto, viene a sapere da Hector della prova compromettente di cui gli ha parlato Omar.
Qualcuno è entrato nell'appartamento di Omar e Dalmar, portando via il computer portatile sul quale comunque non era presente il video. Hector convoca Omar in carcere per formulargli un'offerta migliore rispetto alla dichiarazione sul pestaggio, dicendosi pronto a esaudire qualsiasi suo desiderio. Consapevole di non poter comprare il retto Omar, Hector gli suggerisce di chiedergli la chiusura di Alumni, e di conseguenza di Las Encinas, così da distruggere quel mondo di ricchi che lui odia. Nadia fa riflettere Omar che prendere una decisione del genere lo renderebbe uguale ai propri aguzzini, con il rischio che possano trovare il modo di vendicarsi. Dopo che Omar ha tentato inutilmente di sporgere denuncia, Isadora decide di prendere in mano la situazione ed essere lei ad affrontare Luis, visti peraltro i loro trascorsi. 
Omar si presenta al Cruz9 e chiede a Sara di riprenderlo: nel video attacca Las Encinas per tutti i crimini avvenuti nel corso degli anni, la morte di Samuel e quella di Marina, il fatto che lui e Iván abbiano rischiato di morire, ribadendo la necessità di chiuderla per eliminare il problema alla radice, quindi fa divulgare il video della morte di Joel. 
Luis impedisce a Isadora di iniettargli la droga e le fa ingoiare un mix letale di sostanze.
La polizia irrompe nel loft di Isadora, arrestando Luis e rianimando la ragazza che fortunatamente aveva assunto una quantità minima di droga. Isadora riesce a pungere Luis prima che venga portato via, causandogli un malore fatale. Dalmar consegna a Sara il video di Raúl, lasciandola libera di farne l'uso che ritiene opportuno. Tornati liberi, Hector ed Emilia smantellano l'Alumni e progettano di trasferirsi a Milano. Eric vuole seguire Chloe e sua madre in quella che a parole dovrebbe essere una gita di un paio di giorni, ma in realtà è la tanto sospirata fuga perché sanno benissimo che Sara non esiterà a usare il video contro di loro. Virginia si schiera dalla parte di Omar e Nadia nella loro battaglia contro Las Encinas, annunciando la chiusura immediata della scuola sine die e costringendo gli studenti a sostenere gli esami finali in scuole pubbliche. 
Iván, Isadora, Eric, Nico, Sonia e Sara si ritrovano in un liceo di periferia, San Esteban (la scuola frequentata da Samuel, Nadia e Christian all'inizio della serie), dove i loro escamotage da ricchi non funzionano, e provano quella sensazione di spaesamento che anni prima, a parti invertite, avvertirono Samuel, Nadia e Christian quando misero piede per la prima volta a Las Encinas.